# Andowiak kordylierski
Andowiak kordylierski (Thomasomys onkiro) – gatunek ssaka z podrodziny bawełniaków (Sigmodontinae) w obrębie rodziny chomikowatych (Cricetidae).

## Zasięg występowania
Andowiak kordylierski znany jest tylko z miejsca typowego w południowym Peru; zapisy z Ekwadoru z Tapichalaca Biological Reserve wymagają potwierdzenia.

## Taksonomia
Gatunek po raz pierwszy zgodnie z zasadami nazewnictwa binominalnego opisali w 1902 roku amerykańska zoolożka Lucía Luna i peruwiański teriolog Víctor Pacheco nadając mu nazwę Thomasomys onkiro. Holotyp pochodził z Cordillera de Vilcabamba, pomiędzy rzekami Ene a Urubamba, w Satipo, w regionie Junín, w Peru.
Autorzy Illustrated Checklist of the Mammals of the World uznają ten takson za gatunek monotypowy.

### Etymologia
- Thomasomys: Oldfield Thomas (1858–1929), brytyjski zoolog, teriolog; gr. μυς mus, μυος muos „mysz”[7].
- onkiro: nazwa onkiro oznaczająca w języku ludu Asháninka „mysz”[2].

## Morfologia
Długość ciała (bez ogona) 94–114 mm, długość ogona 144–159 mm, długość ucha 19–20 mm, długość tylnej stopy 26–28 mm; brak danych dotyczących masy ciała. 

## Ekologia
Zamieszkuje las mglisty na wysokości 3350 m n.p.m.. Gatunek naziemny.

## Populacja
Są gatunkiem powszechnym, ale ich populacja maleje.

## Zagrożenia
Główne zagrożenia to wylesianie, fragmentacja siedliska, i rolnictwo.